# 장정연 (배우)
장정연(1990년 4월 12일  ~ )(음력 3월 17일)은 대한민국의 배우이다.

## 학력
- 세종대학교 영화예술학과

## 출연작

### 영화
- 《어린 의뢰인》 (2019년) - 서기 1 역
- 《히치하이크》 (2019년) - 서울 경찰 3 역
- 《강우 이야기》 (2015년) - 강우 역

### 드라마
- 《달리는 조사관》 (2019년, OCN) - 지순구 역
- 《조선생존기》 (2019년, TV조선) - 명종 역
- 《프리스트》 (2018년, OCN) - 조형래 역
- 《마녀의 법정》 (2017년, KBS2) - 남우성 역

## 수상
- 2016년 지평선청소년영화제 심사위원 특별연기상
- 2015년 제52회 대종상 단편영화제 남우주연상